# Ilex mucronata
Ilex mucronata är en järneksväxtart som först beskrevs av Carl von Linné, och fick sitt nu gällande namn av M. Powell, V. Savolainen och S. Andrews. Ilex mucronata ingår i släktet järnekar, och familjen järneksväxter. Inga underarter finns listade i Catalogue of Life.

## Bildgalleri

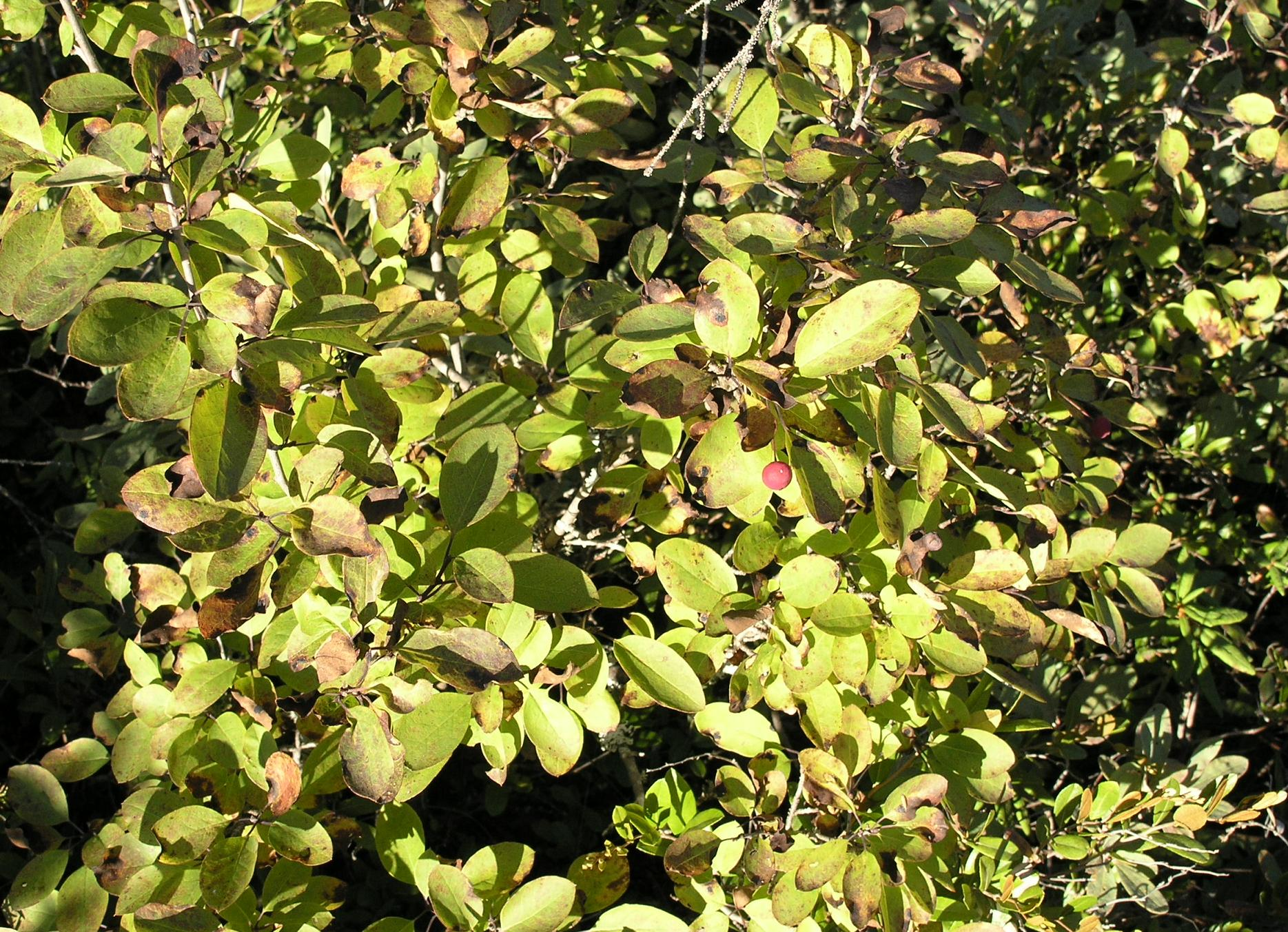
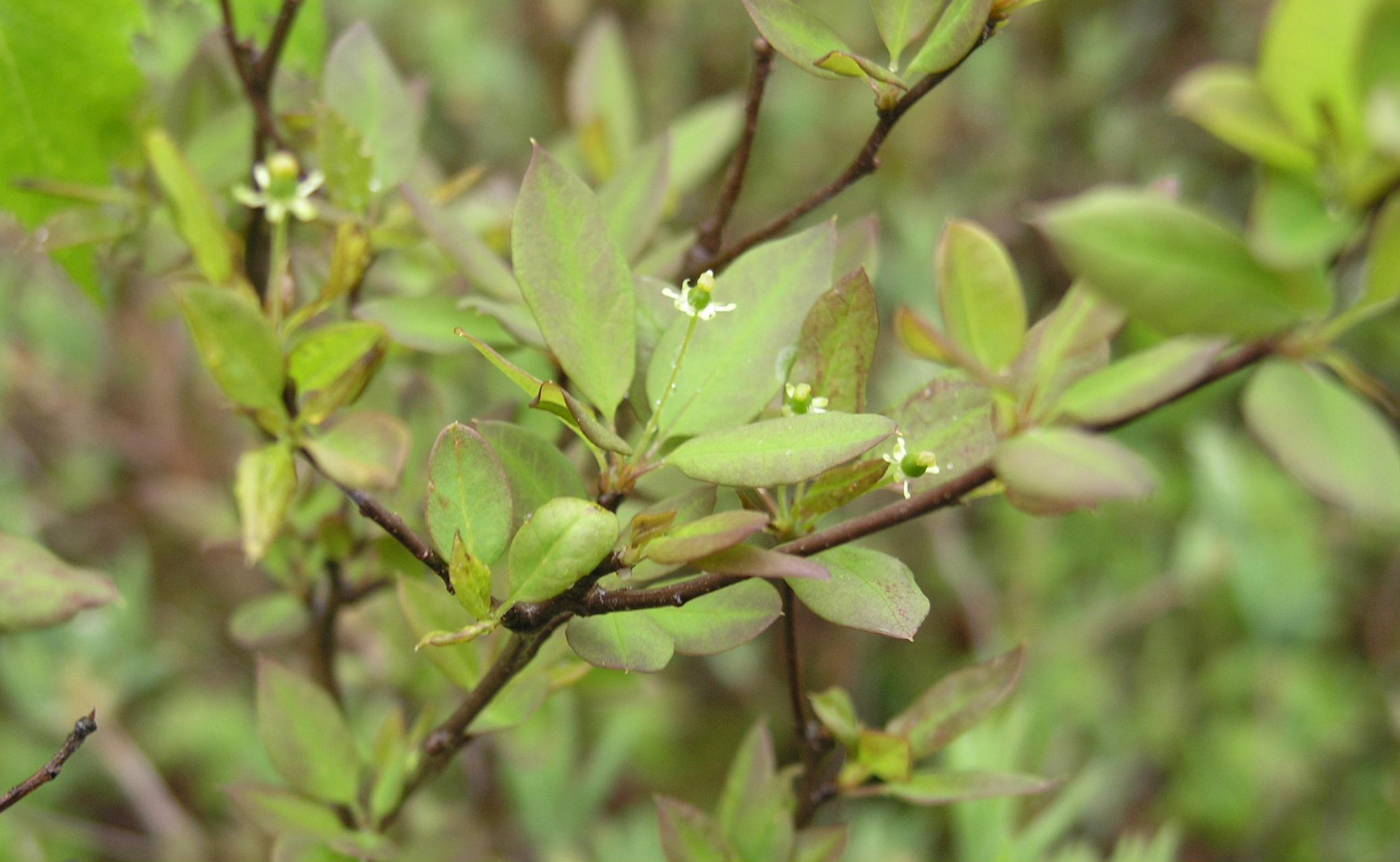
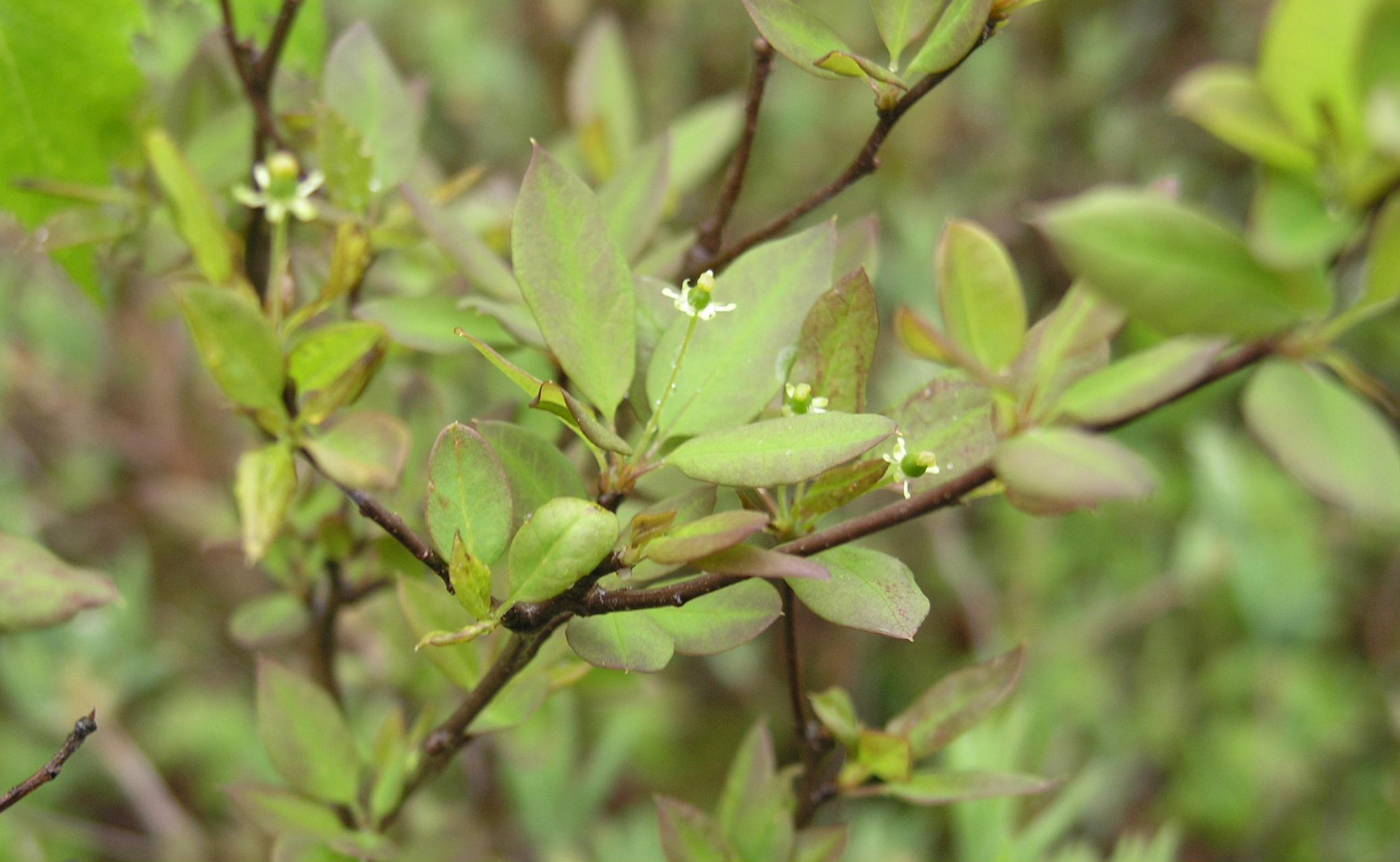